# Patrick King
Patrick King (Düsseldorf, 2 novembre 1970) è un ex cestista tedesco.

## Carriera
Con la Germania ha partecipato ai Campionati europei del 1995.